# Condado de Yumuri
El Condado de Yumuri es un título nobiliario español creado el 12 de julio de 1847 por la reina Isabel II, con el vizcondado previo de Matanzas, a favor de Francisco de Asís de Narváez y Borghese, en sustitución del marquesado de la Compuerta.

## Antecedentes
Francisco de Asís de Narváez y Borghese había comprado el 5 de junio de 1840, previa autorización real, el título de marqués de la Compuerta y fue autorizado a cambiar su denominación por la de "conde de Yumuri" el 12 de julio de 1847.
El marquesado de la Compuerta había sido creado el 5/24 de diciembre de 1726 por el rey Felipe V y confirmado el 21 de julio de 1727 a favor de José Rodrigo y Alós.

## Condes de Yumuri
|                                                   | Titular                                              | Periodo                                           |
| Creación por Felipe V                             | Creación por Felipe V                                | Creación por Felipe V                             |
| Marquesado de la Compuerta (Primera denominación) | Marquesado de la Compuerta (Primera denominación)    | Marquesado de la Compuerta (Primera denominación) |
| ------------------------------------------------- | ---------------------------------------------------- | ------------------------------------------------- |
| I                                                 | José Rodrigo y Alós                                  | 1727-                                             |
| II                                                | .                                                    |                                                   |
| .                                                 | .                                                    |                                                   |
| .                                                 | Francisco de Asís de Narváez y Borghese              | 1840-1847                                         |
| Creación por Isabel II                            |                                                      |                                                   |
| Condado de Yumuri (Segunda denominación)          |                                                      |                                                   |
| I                                                 | Francisco de Asís de Narváez y Borghese              | 1847-1865                                         |
| II                                                | Francisco de Asís de Narváez y González de Larrinaga | 1866-1900                                         |
| III                                               | María Isabel de Narváez Oliván                       | 1903-1944                                         |
| Título caducado                                   |                                                      |                                                   |

## Historia de los Condes de Yumuri
- Francisco de Asís de Narváez y Borghese(1793-1865), I conde de Yumuri.

1. Casó con María de Belén González de Larrinaga y Benítez. Le sucedió, en 1866, su hijo:

- Francisco de Asís de Narváez y González de Larrinaga (1842-1900), II conde de Yumuri. Enterrado en el Cementerio de San Isidro de Madrid.

1. Casó con Cecilia Oliván y Coello de Portugal. le sucedió, en 1903, su hija:

- María Isabel de Narváez Oliván (1868-1944), III condesa de Yumuri.

1. Casó con Salvador Díez de Rivera y Muro, hijo de Ildefonso Díez de Rivera Valeriola Muro y Ortiz de Almodóvar, IV conde de Almodóvar. Sin descendientes.